# Endless Pain
Albums de Kreator
Pleasure to Kill
(1986)
Endless Pain est le tout premier album du groupe de thrash metal allemand Kreator, sorti en 1985 par Noise Records. L'album a été enregistré en à peine 10 jours au CAT Studio de Berlin au printemps 1985. Sur cet album les vocaux sont partagés entre Mille Petrozza et Jürgen 'Ventor' Reil.
Cet album est connu pour avoir été vu par les premiers groupes de black metal comme une influence majeure (le chant de Mille Petrozza tend beaucoup vers le black metal), qui après avoir fait leurs premières armes en barbotant dans un style plutôt thrash metal, ont créé un son typiquement black (encore influencé par le thrash). Endless Pain est aussi considéré par beaucoup comme un disque précurseur du style death metal.
Les critiques musicaux tels que All Music Guide ont été des détracteurs de l'album. Cependant, la presse spécialisée, malgré la production plutôt médiocre de ce premier effort, ont émis d'excellentes critiques.
À ce jour, et aux côtés de son successeur Pleasure to Kill, Endless Pain reste l'album le plus violent et primaire (pour ne pas dire bestial) qu'ait pu sortir le groupe.

## Track listing
1. Endless Pain – 3:31
2. Total Death – 3:28
3. Storm of the Beast – 5:01
4. Tormentor – 2:55
5. Son of Evil – 4:16
6. Flag of Hate – 4:43
7. Cry War – 3:45
8. Bone Breaker – 2:58
9. Living in Fear – 3:12
10. Dying Victims – 4:50
11. Armies of Hell (Demo)* - 5:19
12. Tormentor (Demo)* - 2:55
13. Cry War (Demo)* - 4:21
14. Bone Breaker (Demo)* - 4:02

## Crédits

### Musiciens
- Mille Petrozza : guitare, chant
- Jürgen Reil : batterie, chant
- Rob Fioretti : basse

### Production
- Horst Müller : producteur
- Karl-Ulrich Walterbach : producteur exécutif